# Силсет, Чейз
Чейз Роберт Силсет (англ. Chase Robert Silseth; 18 мая 2000, Фармингтон, Нью-Мексико) — американский бейсболист, питчер клуба Главной лиги бейсбола «Лос-Анджелес Энджелс». На студенческом уровне выступал за команды университет Теннесси, Колледжа южной Невады и Аризонского университета.

## Биография
Чейз Силсет родился 18 мая 2000 года в Фармингтоне в Нью-Мексико. Один из четырёх детей в семье. Учился в старшей школе Пьедра-Виста, играл питчером в её бейсбольной команде, установил школьные рекорды по количеству сделанных за сезон и за карьеру страйкаутов. В 2018 году был признан лучшим игроком штата.
После окончания школы Силсет поступил в университет Теннесси. За его команду он сыграл в 18 матчах турнира NCAA, показав пропускаемость 4,35. В 2020 году он учился в Колледже южной Невады, где начал выходить на поле стартовым питчером. Силсет сыграл за команду колледжа 25,2 иннингов с ERA 2,10, а также провёл одну полную игру. В 2021 году он перевёлся в Аризонский университет. В составе Аризоны Уайлдкэтс он занял место первого питчера стартовой ротации, сыграл 18 матчей в регулярном чемпионате и 3 в плей-офф студенческой Мировой серии. Он одержал восемь побед при одном поражении, сделанные им 105 страйкаутов стали третьим результатом сезона в конференции Pac-12. По итогам сезона Силсет был включён в состав сборной звёзд Pac-12. На драфте Главной лиги бейсбола 2021 года он был выбран клубом «Лос-Анджелес Энджелс» в одиннадцатом раунде.
В августе 2021 года Силсет подписал контракт с «Энджелс». В первом же сезоне он дебютировал на уровне AA-лиги, весной 2022 года провёл несколько игр за фарм-команду «Рокет-Сити Трэш Пандас». В мае 2022 года его вызвали в основной состав «Лос-Анджелеса», и он стал первым игроком драфта 2021 года, дебютировавшем в Главной лиге бейсбола. В регулярном чемпионате он сыграл за клуб в семи матчах с пропускаемостью 6,59, сделав 24 страйкаута и пропустив семь хоум-ранов. В составе «Трэш Пандас» в 2022 году Силсет суммарно провёл 15 игр с показателем ERA 2,28. После окончания сезона он занимал четвёртое место в рейтинге лучших молодых игроков системы «Энджелс» по версии официального сайта лиги.